# Bontoc (Leyte Meridionale)
Bontoc è una municipalità di quarta classe delle Filippine, situata nella provincia di Leyte Meridionale, nella regione di Visayas Orientale.
Bontoc è formata da 40 barangay:
- Anahao
- Banahao
- Baugo
- Beniton
- Buenavista
- Bunga
- Casao
- Catmon
- Catoogan
- Cawayanan
- Dao
- Divisoria
- Esperanza
- Guinsangaan

- Hibagwan
- Hilaan
- Himakilo
- Hitawos
- Lanao
- Lawgawan
- Mahayahay
- Malbago
- Mauylab
- Olisihan
- Paku
- Pamahawan
- Pamigsian

- Pangi
- Poblacion
- Pong-on
- Sampongon
- San Ramon
- San Vicente
- Santa Cruz
- Santo Niño
- Taa
- Talisay
- Taytagan
- Tuburan
- Union